# Nicolaus Palinus
Nicolaus Palinus, född 1638 i Skärkinds socken, död 27 maj 1690 i Rystads socken, var en svensk präst.

## Biografi
Palinus föddes 1638 på Backa i Skärkinds socken. Han var son till nämndemannen, rusthållaren och ryttaren Ivar Börgesson (1588-1663) och Karin Nilsdotter (1606-1672). Palinus blev 2 november 1663 student vid Uppsala universitet. Han prästvigdes 6 oktober 1665 och blev samtidigt komminister i Rystads församling. År 1674 blev han kyrkoherde i församlingen. Palinus avled 1690 i Rystads socken.

### Familj
Paulinus gifte sig första gången 13 januari 1664 i Viby socken med Maria Månsdotter Ahlman (död 1673). De fick tillsammans barnen Anna (1664-1736), Botilla (1666-1726), Maria (född 1668), Magnus (född 1669) och Margaretha (född 1673). Dottern Anna var gift med guldsmeden i Stockholm Bernd Muller. Dottern Botilla vigdes 1691 i Östra Harg med kornetten Johan Rosenhielm (1658-1695). Paulinus gifte sig andra gången 31 januari 1674 med Margareta Jonsdotter (död 1693). De fick tillsammans barnen Kerstin (1674-1674), Johannes (1675-1675), Birgitta (född 1676), Georgius (född 1677), Johannes (född 1679), Lars (född 1680) och Ivar (1681-1712). Dottern Birgitta vigdes med komministern Jonas Petrus Entzelius (1673-1726). Sonen Lars vigdes 1709 i Stockholm med Sara Quist och var handelsman där. Sonen Ivar vigdes med Anna Margareta Sivers och var silversmed i Uppsala.